# 21461 Alexchernyak
A 21461 Alexchernyak (ideiglenes jelöléssel 1998 HS60) a Naprendszer kisbolygóövében található aszteroida. A LINEAR projekt keretében fedezték fel 1998. április 21-én.